# Femme de Tehuantepec

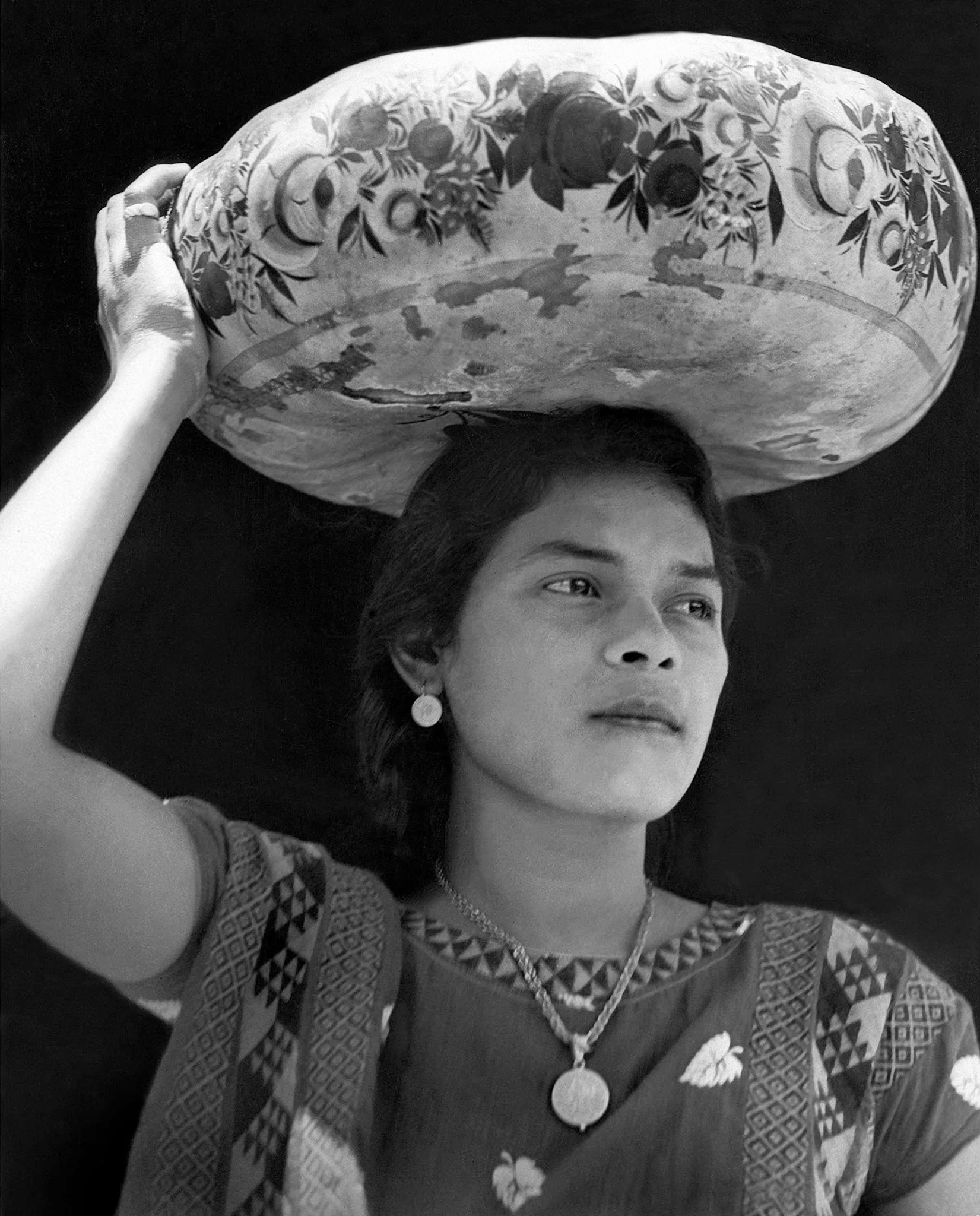
Femme de Tehuantepec par Tina Modotti, copie de Getty

Femme de Tehuantepec est une photographie de Tina Modotti. Prise vers 1929 à Santo Domingo Tehuantepec au Mexique, elle est incluse dans le livre 100 photographies qui ont changé le monde publié par Life.
L'image représente une femme de Tehuantepec portant une calebasse sur la tête. La photographie est connue pour avoir capturé le costume traditionnel des femmes de Tehuantepec, qui a également été adopté par Frida Kahlo.
Elle est dans le domaine public dans la plupart des pays, la photographe étant décédée il y a plus de 70 ans, et publiée il y a plus de 95 ans.